# Артикуляционный аппарат
Артикуляцио́нный аппара́т — анатомо-физиологическая система органов, включающая гортань, голосовые складки, язык, мягкое и твёрдое нёбо (ротоглотку), зубы верхней и нижней челюсти (см. прикус), губы, носоглотку и резонаторные полости, участвующие в порождении звуков речи и голоса.
Часть нарушений артикуляционного аппарата является нарушением прикуса. Нормальным считается прикус ортогнатический.

Схема артикуляционного аппарата

## Подробнее
Ортогнатия (др.-греч. ορθο- «прямой; правильный» + γνάθος «челюсть») — прикус, характеризующийся таким смыканием зубов, при котором верхние передние и боковые зубы прикрывают одноимённые нижние: вариант нормального прикуса.
Носоглотка — верхняя часть глотки, расположенная позади полости носа, сообщающаяся с ней посредством хоан и условно ограниченная от ротовой части глотки плоскотью, в которой лежит твёрдое небо.
Носовой ход — часть полости носа, расположенная между носовыми раковинами.
Резонаторные полости (в логопедии, фониатрии, вокальной педагогике) — четыре пары придаточных пазух носа: верхнечелюстные (гайморовы), лобные (фронтальные), основные и решетчатые; вместе с полостью носа выполняют роль резонатора голоса.
Нёбная занавеска (лат. velum palatinum, palatum molle) — задняя подвижная часть нёба, представляющая собой мышечную пластинку с фиброзной основой, покрытую слизистой оболочкой.

## Нарушения (дефекты) артикуляционного аппарата
Любые нарушения в строении артикуляционного аппарата врождённого или рано (в возрасте до 7 лет) приобретённого (травма) характера неизменно влекут за собой трудности в формировании и развитии речи. Более поздние приобретённые дефекты артикуляционного аппарата, как правило, не приводят к тяжёлой речевой патологии, но могут существенно влиять на качество и отдельные характеристики устной речи.

## Варианты нарушений артикуляционного аппарата
Расщелина — врождённая щель, или зазор, в нёбе. Малая щель включает только мягкое нёбо, хотя в серьёзных случаях она может расширяться до твёрдого нёба, альвеол и верхней губы.
- Расщелина верхней челюсти (лат. gnathoschisis) — аномалия развития: расщепление альвеолярного отростка верхней челюсти вследствие несращения в эмбриональном периоде верхнечелюстного и среднего носового отростков. Является причиной нарушения речи типа ринолалии и голоса (ринофонии).

- Расщелина губы (лат. labium fissum), хейлосхизис (cheiloschisis), заячья губа, незаращение губы — аномалия развития: наличие щели верхней губы, идущей от её красной каймы к носу. При изолированном дефекте может быть нарушение или затруднения в артикуляции губно-зубных звуков.

Передний открытый прикус — следствие прогнатии, прогении или отсутствие/дефекты фронтальных зубов.
Прогения (др.-греч. πρό «<движение> вперёд» + γενους «нижняя челюсть») — дефект прикуса, при котором нижняя челюсть выступает вперёд (по сравнению с верхней) вследствие её чрезмерного развития.
Прогнатия (др.-греч. πρό + γνάθος «верхняя челюсть») — нарушение прикуса, при котором верхняя челюсть выступает вперед вследствие чрезмерного развития верхней челюсти или наоборот, при недоразвитии нижней челюсти.
Прикус — взаимоотношение зубных рядов верхней и нижней челюстей при их смыкании.
- Передний закрытый прикус.
- Прямой прикус — Ортогения (др.-греч. ορθο- + γενους «нижняя челюсть») — прикус, при котором верхние и нижние зубы находятся в одной фронтальной плоскости.

Диастема (лат. diastema; др.-греч. διάστημα «промежуток») — аномалия положения зубов; чрезмерно широкий промежуток между резцами верхней челюсти. Различают диастему истинную (d. verus), наблюдаемую по окончании прорезывания всех зубов, и диастему ложную (d. falsum), наблюдаемую при незаконченном прорезывании зубов.
Иные нарушения целостности зубного ряда.
- Короткая подъязычная связка (короткая уздечка языка) — врождённый дефект, заключающийся в укорочении уздечки языка (подъязычной связки); при этом дефекте движения языка могут быть затруднены. Частая причина нарушения произношения звуков верхнего подъёма языка: Р, Л, Ш, Ж, Щ, Ч. Короткую уздечку языка можно растянуть на необходимую длину с помощью специальных логопедических упражнений. Если подъязычная связка очень короткая, то на её растягивание может потребоваться приличное количество времени (до шести месяцев).
- Нарушения подвижности языка при парезах и параличах, а также при врождённом чрезмерном его развитии (макроглоссия — массивный язык) или недоразвитии (узкий — микроглоссия). В норме язык выполняет все необходимые для артикуляции звуков речи движения: легко уплощается, выгибается, поднимается к верхним альвеолам, опускается к нижним альвеолам, совершает круговые движения (облизывание верхней и нижней губы), сворачивается в трубочку и даже поворачивается в вертикальную плоскость. На этой его способности сконструирована диагностическая и коррекционная технология («Сказка про весёлый язычок»).
- Высокое и «готическое» нёбо, нёбо арковидное — аномалия развития: нёбо с острым углом у вершины.